# Rasmus Isaksson
Rasmus Isaksson, född 31 augusti 1980 i Lund, är en svensk tvåfaldig paralympisk bronsmedaljör i kälkhockey (1998 och 2002). 
Förbundsordförande i DHR sedan oktober 2013.

### Fotnoter
1. ↑  Albert Martinsson (20 oktober 2019). ”DHR:s nya ordförande” (på svenska). Svensk handikapptidskrift. http://svenskhandikapptidskrift.se/dhrs-nya-ordforande-jag-ar-hoppfull/. Läst 31 oktober 2019.